# رمبلوود ایست، کورال اسپرینگز، فلوریدا
رمبلوود ایست (به انگلیسی: Ramblewood East) یک منطقهٔ مسکونی در ایالات متحده آمریکا است که در شهرستان براوارد، فلوریدا واقع شده‌است. رمبلوود ایست ۰٫۲ کیلومتر مربع مساحت و ۱٬۳۹۵ نفر جمعیت دارد.